# Jiří Hronek
Jiří Hronek, vlastním jménem Jiří Langstein (1. května 1905, Roudnice nad Labem – 5. března 1987, Praha) byl český novinář, publicista, dramatik a prozaik.

## Život
Pocházel z novinářské rodiny redaktora Isidora Langsteina (1879–1942) a matky Růženy, rozené Pickové (1881–1942). Měl mladší sestru Růženu (provdaná Pauknerová, 1910–1942); rodina žila na Žižkově, od roku 1907 na Královských Vinohradech. Rodiče i sestra se v roce 1942 stali oběťmi holocaustu.
Po nedokončených studiích na gymnáziu se věnoval žurnalistice, V letech 1925–1936 byl redaktorem Central European Radio, od roku 1936 vídeňským a po připojení Rakouska k nacistickému Německu (v březnu 1938) pařížským dopisovatelem listů nakladatelství Melantrich. Po okupaci Francie uprchl do Londýna, kde v letech 1940–1945 pracoval na československém ministerstvu zahraničí.
Od roku 1945 pracoval v různých funkcích. Působil na ministerstvu informací, byl šéfredaktorem Československého rozhlasu a šéfredaktorem ČTK pověřeným vedením agentury Pragopress. V letech 1946–1951 byl generálním sekretářem Mezinárodní asociace novinářů. Také hodně cestoval. Roku 1970 odešel do důchodu.

## Dílo
Publicistické dílo Jiřího Hronka bylo zaměřené na světové politické dění a bylo dosti poplatné soudobé komunistické propagandě. Z beletrie psal především historické romány a knihy pro mládež.

### Beletrie
- Paměti komorníka císaře Františka Josefa I. (1929), podle německého originálu pro české vydání zpracoval Jiří Langstein.
- Whisky (1932), dobrodružný román (jako Jiří Langstein).
- Údolí jasu (1946), historický román odehrávající se v Palestině v 1. století našeho letopočtu.
- Zlato na Espaňole (1961), dobrodružný historický román pro mládež.
- Jokohama 11.00 (1973), psychologický román o úspěšném českém biochemikovi, kterého se na konferenci v Japonsku snaží cizí mocnosti získat k emigraci.
- Stříbrná maska (1976), historický román pro mládež ze starého Egypta o zotročeném písaři, který se díky nevšedním schopnostem a mimořádné síle ducha přestane být otrokem a stane se velkým umělcem.
- Samurajův meč (1980), historický román z Japonska druhé poloviny 19. století.

### Divadelní hry
- Host do domu (1956).
- Západní křídlo (1968).

### Publicistika
- Adolf Hitler (1932), z tajů a zákulisí německé politiky (jako Jiří Langstein).
- They Betrayed Czechoslovakia (1938) jako G. J. George.
- Churchill, život bojovníka (1941), monografie.
- Černá kniha Heydrichova režimu (1942).
- Dvacetpět let Rudé armády (1943).
- Září třicet osm (1945), překlad knihy They Betrayed Czechoslovakia.
- Český novinář v emigraci 1. – Když se hroutil svět (1946).
- Reportáž o velké věci (1947), popularizace dvouletého hospodářského plánu.
- Český novinář v emigraci 2. – Od porážky k vítězství (1947).
- O zemi velkých činů (1947), reportáž ze Sovětského svazu.
- Dvojí tvář USA (1949), vojna, mír a Spojené státy.
- Mír proti dolarům (1950), mezinárodně-politické reportáže.
- Veliký náš svět (1951), reportáže ze Sovětského svazu, Koreje, Číny a Mongolska.
- V prvních řadách (1952), reportáž o údernících.
- Viděl jsem pravdu (1952), svědectví o Číně a Koreji.
- Světové hnutí obránců míru (1952).
- Spoutaná Francie (1952), svědectví o americké okupaci.
- V široširém světě (1954), reportáže pro mládež z Evropy, Asie a Ameriky.
- Jugoslávie a SSSR (1956),
- Černé miliardy (1976), historie využívání nafty.